# 齊藤一郎
齊藤 一郎（さいとう いちろう、1969年 - ）は、日本のクラシック音楽の指揮者。
2014年4月からセントラル愛知交響楽団首席客演指揮者を務める。

## 来歴・人物
千葉県木更津市に生まれ、3歳の時に父の故郷である福井県大野市に移住してそこで育った。福井県立大野高等学校を経て東京学芸大学に進学し、1992年に卒業した。その後東京芸術大学に進み、1998年に同大学音楽学部指揮科を卒業した。
伊藤栄一、遠藤雅古、岩城宏之、若杉弘、湯浅勇治、佐渡裕、パブレ・デシュパイ、レオポルト・ハーガー、エルヴィン・アチェルから指揮の指導を受けた。
東京芸術大学在学中に安宅賞を受賞した。同じく在学中の1997年に大阪センチュリー交響楽団（現・日本センチュリー交響楽団）で指揮者としてデビューする。
東京芸大卒業後の1998年より文化庁新進芸術家海外研修員としてウィーン大学などで学んだ。帰国後、2000年より2004年までNHK交響楽団アシスタントコンダクターを務め、ヴォルフガング・サヴァリッシュ、ヘルベルト・ブロムシュテット、エフゲニー・スヴェトラーノフらとも接した。この間、2002年に同交響楽団で初めて指揮を執っている。2003年には関西フィルハーモニー管弦楽団定期公演に初登場した。
2005年にはスロヴァキア・フィルハーモニー管弦楽団の定期に客演、同楽団の来日公演を指揮する。2008年、ピアソラのオラトリオ《若き民衆》日本初演を指揮（主催：東京オペラシティ文化財団）した。
2009年にセントラル愛知交響楽団常任指揮者となり、既述の通り2014年に首席客演指揮者に変わった。一方、2014年から2019年まで京都フィルハーモニー室内合奏団音楽監督を務めた。
2023年2月より、スリーシェルズとマネジメント契約を結んでいる。
文筆活動として「NHK俳句」にゲスト出演し、月刊「なごや」にエッセイ「コンダクター齊藤の誌上の音楽会」を連載している。
また、2015年8月17日に、出身地である大野市から「越前おおのブランド大使」に委嘱された（委嘱者としては5人目）。
（越前おおのブランド大使の制度は2024年度で終了）

## 賞歴
- 第9回名古屋音楽ペンクラブ賞 - 2014年[1]
- 第15回佐川吉男音楽賞奨励賞 - 2016年[1]